# بزرگتر (فیلم ۲۰۱۸)
بزرگتر (به انگلیسی: Bigger) یک فیلم سینمایی آمریکایی در ژانر کمدی-درام محصول سال ۲۰۱۸ میلادی به کارگردانی جورج گالو است. این فیلم درباره زندگی واقعی بدنسازان جو ویدر و بن ویدر است.  

## داستان
داستان فیلم بر اساس رویداد‎های واقعی است و درباره‎ی دو برادر به نام‎های جو و بن می‎باشد که در شرایط دشوار و سخت تلاش کردند تا یک امپراطوری برای الهام بخشیدن به نسل‌های آینده‎ی ورزش پرورش اندام فراهم کنند و… 

## بازیگران
- تایلر هوچلین در نقش جو وایدر
- آنورین برنارد در نقش بن ویدر
- جولیان هاف در نقش بتی وایدر
- ویکتوریا جاستیس در نقش هوگو وایدر
- استیو گوتنبرگ در نقش لوئیس وایدر
- دی‌جی کوالز در نقش مایکل استایر
- تام آرنولد در نقش روی هاوکینز
- کالوم خوزه فون موگر در نقش آرنولد شوارتزنگر
- کالتن هاینز در نقش جک لالین
- مکس مارتینی به عنوان جری جورج
- کوین دورند به عنوان بیل هاوک
- رابرت فورستر در نقش جو
- استن د لونگاکس در نقش کلود ریزین
- جیمز آدام مادسن جونیور [۳] [۴]